# El cuerpo (película de 2012)
El cuerpo es una película española de 2012 dirigida por Oriol Paulo, nominado a la mejor dirección novel en la XXVII edición de los Premios Goya.

## Sinopsis
El cadáver de una mujer (Belén Rueda), fallecida esa misma tarde a causa de un infarto, desaparece misteriosamente de la morgue sin dejar ningún rastro. El Inspector Jaime Peña (José Coronado) investiga el extraño suceso con la ayuda de Álex Ulloa (Hugo Silva), el viudo de la mujer desaparecida.

## Reparto
| Intérprete          | Personaje                     |
| ------------------- | ----------------------------- |
| José Coronado       | Jaime Peña                    |
| Hugo Silva          | Alejandro «Álex» Ulloa Marcos |
| Belén Rueda         | Mayka Villaverde Freire       |
| Aura Garrido        | Carla Miller                  |
| Miquel Gelabert     | Vigilante Ángel Torres        |
| Juan Pablo Shuk     | Agente Pablo                  |
| Oriol Vila          | Agente Mateos                 |
| Carlota Olcina      | Érica Ulloa                   |
| Patricia Bargalló   | Agente Norma                  |
| Mia Esteve          | Luna Villaverde               |
| Sílvia Aranda       | Ruth                          |
| Manel Dueso         | Agente Carlos                 |
| Pere Brasó          | Agente 3                      |
| Albert López-Murtra | Agente 4                      |
| Paco Moreno         | Agente Científica             |
| Aida Oset           | Enfermera UCI                 |
| Jordi Planas        | Oficial UCI                   |
| Aina Planas         | Eva                           |
| Bert Palmen         | Hombre Restaurante Arabesco   |
| Camilo García       | Agente de Transporte          |
| Montse Guallar      | Gloria Villaverde             |
| Cristina Plazas     | Dra. Silvia Tapia             |
| Nausicaa Bonnín     | Patricia                      |
| Joaquín Oristrell   | Cura                          |

## Palmarés cinematográfico
XXVII edición de los Premios Goya
| Categoría            | Persona     | Resultado |
| -------------------- | ----------- | --------- |
| Mejor director novel | Oriol Paulo | Nominado  |

Medallas del Círculo de Escritores Cinematográficos
| Categoría                 | Persona     | Resultado |
| ------------------------- | ----------- | --------- |
| Mejor director revelación | Oriol Paulo | Nominado  |

Fotogramas de Plata 2012
| Categoría            | Persona       | Resultado |
| -------------------- | ------------- | --------- |
| Mejor actor de cine  | José Coronado | Nominado  |
| Mejor actriz de cine | Belén Rueda   | Nominada  |

Premios San Pancracio
| Categoría   | Persona    | Resultado |
| ----------- | ---------- | --------- |
| Mejor actor | Hugo Silva | Ganador   |

Neox Fan Awards 2013
| Categoría           | Persona    | Resultado |
| ------------------- | ---------- | --------- |
| Mejor actor de cine | Hugo Silva | Nominado  |